# Monochamus maculosus
Monochamus maculosus es una especie de escarabajo longicornio del género Monochamus, familia Cerambycidae. Fue descrita científicamente por Haldeman en 1847.
Esta especie se encuentra en Canadá y los Estados Unidos.